# Бём, Йозеф
Йозеф Бём (нем. Joseph Böhm; 4 апреля 1795, Пешт, Королевство Венгрия — 28 марта 1876, Вена, Австро-Венгрия) — венгерский / австрийский скрипач и музыкальный педагог. Ученик Пьера Роде.
Родился в еврейской семье. Преподавал в Венской консерватории с момента её основания в 1819 году до 1848 года. Считается одним из основателей венской скрипичной школы: учениками Бёма были, в частности, Георг Хельмесбергер, Миска Хаузер, Йозеф Иоахим и Леопольд Ауэр. Одновременно выступал как солист и особенно как участник струнного квартета, был первым исполнителем ряда квартетов Л. ван Бетховена и Франца Шуберта.
Сын его брата, скрипача Франца Бёма (1788—1846), по имени Людвиг преподавал в Петербургской консерватории, принял российское подданство и женился на художнице Елизавете Эндауровой. Йозеф Бём завещал ему свою скрипку Страдивари. Его племянником (и внучатым племянником Йозефа Бёма) был математик Георг Кантор.